# Кампо (Катанцаро)
Кампо (итал. Campo) је насеље у Италији у округу Катанцаро, региону Калабрија.
Према процени из 2011. у насељу је живело 348 становника. Насеље се налази на надморској висини од 65 м.